# Ángelosz Szikelianósz
Ángelosz Szikelianósz (görög: Άγγελος Σικελιανός, Lefkada, Görögország 1884. március 28. – Athén 1950. június 19.) görög költő és színdarabíró. Az egyik legfontosabb 20. századi görög lírai költő: nemzeti történelmet, vallási jelképeket és egyetemes harmóniát használt olyan műveiben, mint A világos árnyékű, Prológus az élethez, Isten anyja és a Delphói kinyilatkoztatás. Színdarabja voltak többek között a Szibilla, Daidalosz Krétán, Krisztus Rómában Diogenész halála és az Aszklepiusz. Ő volt az első görög költő, akit irodalmi Nobel-díjra jelöltek (később, 1963-ban és 1979 nyerte el görög író a díjat).

## Élete

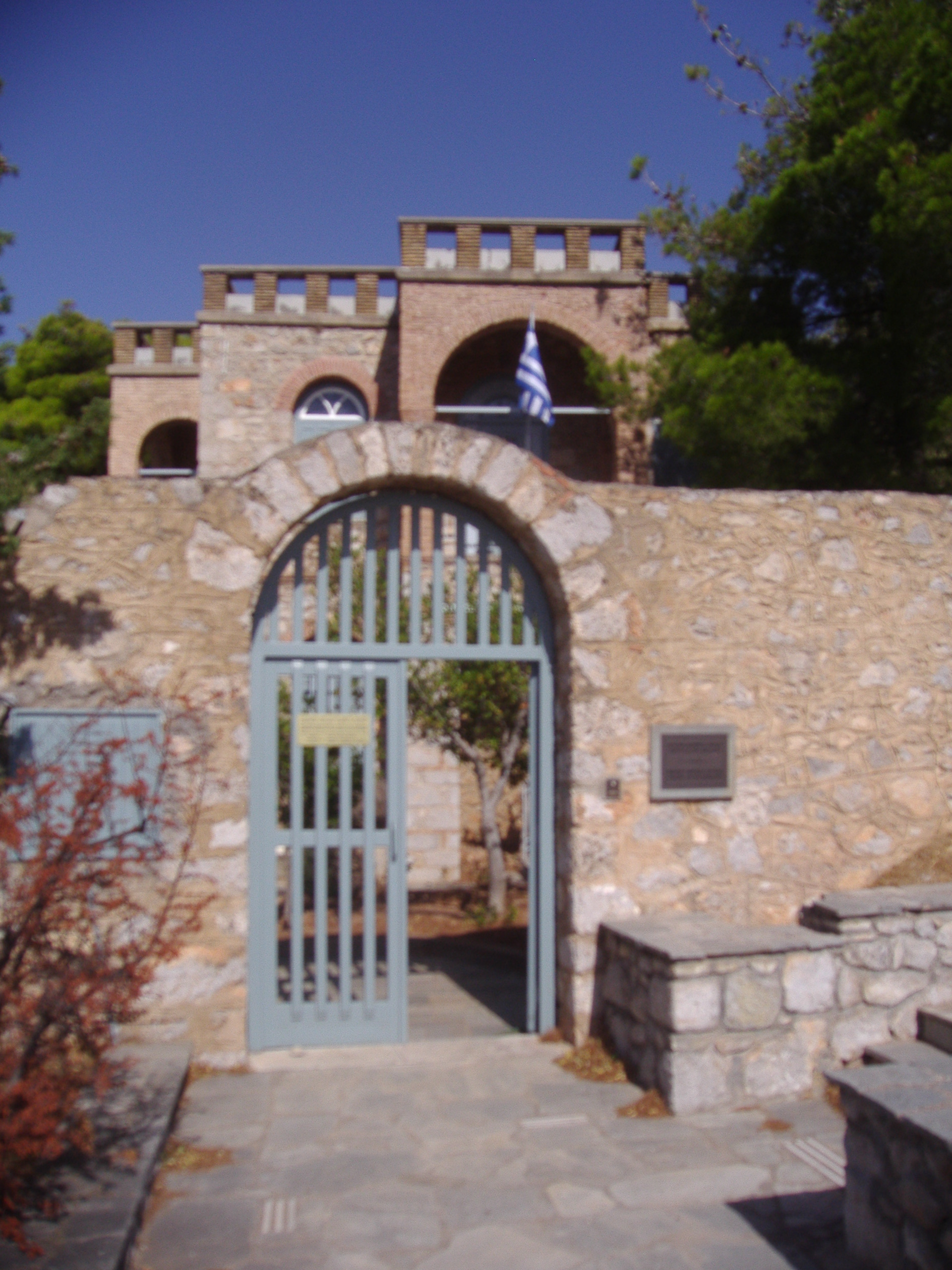
Ángelosz Szikelianósz háza Delphoiban.

Szikelianósz Lefkadán született, gyerekkorát is ott töltötte. 1900-ban az athéni jogi iskolába iratkozott be, de végül nem végezte el. A következő években utazással töltötte idejét, és elhatározta, hogy költő lesz. 1907-ben elvette az amerikai születésű Eva Palmert, aki akkor Párizsban volt régészhallgató. Az esküvő Amerikában volt, majd 1908-ban Athénba költöztek. Ezalatt görög értelmiségiekkel ismerkedett meg és 1909-ben kiadta első verseskötetét, A világos árnyékú címmel, melyet a kritikusok kedvezően fogadtak.
Megismerkedett Nikosz Kazantzakisz íróval is, és 1914-ben negyven napot töltöttek el együtt az Athosz-hegyen, meglátogattak számos monostort és úgy éltk, mint a szerzetesek. A következő évben végigjárták Görögországot. A két író rokonlelkű volt, de eltérő véleménnyel voltak az élet dolgairól. Szikelianósz világi ember volt, tele optimizmussal és rendíthetetlenül hitt írói képességeiben. Kazantzakisz hallgatag volt és visszafogott. Ennek ellenére együtt próbálták meg művészi tevékenységükkel az emberi szellemet finomítani és felemelni.
1927 májusában felesége támogatásával az delphói idea újraélesztése jegyében megrendezte a Delphói fesztivált. Szikelianósz úgy hitte, hogy azok az elvek, melyek a klasszikus civilizációt alkották, ha újra megvizsgáljuk, spirituális függetlenséget és szolgálatot nyújthatnak az emberek számára.
Az esemény az olimpiai játékokat, bizánci koncerteket, népművészeti kiállításokat ugyanúgy tartalmazott, mint a Prométheusz-kör fellépéseit is. Nagyon sikeres lett az állami támogatás elmaradásának ellenére a következő évben ismét megrendezték. Ezt követően anyagi okokból ideiglenesen felfüggesztettk a fesztivál megrendezését. Ángelosz és Eva Szikelianósz emlékére a Delphói Európai Kulturális Központ megvette és felújította a házukat Delphoiban, ami ma a Delphói Fesztiválok Múzeuma.
Eva Palmer elvált Szikelianósztól és az Amerikai Egyesült Államokba ment. Szikelianósz ekkor elvette Anna Karamanit.
A második világháborús német megszállás alatt a görög emberek ösztönzője lett, különösen azon írásain keresztül, melyeket Kosztisz Palamasz költő temetésén szavalt el. Ő volt az, aki megírta azt a levelet, mely arra ösztönözte Damaszkinosz püspököt, hogy görög zsidók életét mentse meg. a levelet számos prominens görög írta alá, hogy tiltakozzon a zsidók elleni bánásmód ellen. Nem volt hasonló írás a második világháború idején a németek által megszállt területeken.
1949-ben irodalmi Nobel-díjra jelölték. Tragikusan és hirtelen hunyt el 1950-ben Athénban, amikor rossz gyógyszert vett be. Öt napig szenvedett és július 19-én hunyt el.